# Jens Federhof-Møller
Jens Christian Frederik Federhof-Møller, född 7 oktober 1858 i Köpenhamn, död 1924, var en dansk musiker.
Federhof-Møller studerade vid Det Kongelige Danske Musikkonservatorium och var därefter verksam som sångkompositör. Han verkade huvudsakligen i Tyskland, där han i Leipzig och Berlin förvärvade sig ett ansett namn som sånglärare.